# Rondeletia toaensis
Rondeletia toaensis är en måreväxtart som beskrevs av M.Fernández Zeq. och Attila L. Borhidi. Rondeletia toaensis ingår i släktet Rondeletia och familjen måreväxter. Inga underarter finns listade i Catalogue of Life.